# Фарранс, Дэвид
Дэвид Фарранс (англ. David Farrance; 23 июня 1999, Виктор, Нью-Йорк, США) — американский хоккеист, защитник клуба КХЛ «Сибирь».

## Клубная карьера

### Юниорская карьера
С 2015 по 2017 год участвовал в Программе развития национальной сборной США по хоккею и выступал за юниорскую команду сборной США по хоккею в хоккейной лиге США. Позже перешёл в университет Бостона, за который выступал с 2017 по 2021 год. В сезоне 2019/20 Фарранс стал лидером по набранным очкам среди защитников NCAA. В 2020 и 2021 году был включён в Первую звёздную команду Hockey East и во Всеамериканскую первую команду AHCA East. По окончании сезона 2020/21 Фарранс входил в число номинантов на премию Хоби Бейкера, которая вручается лучшему игроку сезона в студенческом хоккее США, однако её обладателем стал проспект «Монреаль Канадиенс» Коул Кофилд. Также в своём последнем сезоне за университет Бостона Фарранс был ассистентом капитана Логана Кокерилла. Всего за Бостонский университет провёл 113 матчей, в которых набрал 88 (26+62) очков.

### Профессиональная карьера
На драфте НХЛ 2017 года был выбран в третьем раунде под общим 92-м номером командой «Нэшвилл Предаторз». Перед началом сезона 2020/21 сообщалось, что Фарранс может продолжить карьеру в НХЛ, но из-за отсутствия ясности начала сезона, который был отложен из-за последствий пандемии коронавируса, Фарранс решил провести сезон в университете Бостона.
28 марта 2021 года, после завершения сезона в NCAA, Дэвид Фарранс подписал с «Нэшвилл Предаторз» двухлетний контракт новичка, рассчитанный до конца сезона 2021/22. 8 апреля Фарранс провёл первую игру в НХЛ в выездном матче против «Детройт Ред Уингз», появившись в составе в качестве седьмого защитника. Дэвид провёл 17 смен общей продолжительностью чуть менее 14 минут и не смог набрать очков при показателе полезности «+1». 10 мая, в заключительном матче регулярного сезона, американец провёл вторую игру в НХЛ в матче против «Каролины Харрикейнз», появившись на льду в качестве защитника первой пары вместе с Данте Фаббро. Фарранс отыграл на льду 22 минуты и 29 секунд, не набрав очков при показателе полезности «+2», будучи вторым игроком в команде по проведённому времени за матч после Фаббро.
9 июня 2025 года новосибирская «Сибирь» объявила о подписании однолетнего контракта с Фаррансом.

## Международная карьера
В 2016 году участвовал в Мировом кубке вызова в составе сборной США. На турнире провёл 5 матчей, в которых набрал 4 (1+3) очка, но сборная США смогла занять лишь пятое место. В 2017 году на Чемпионате мира по хоккею с шайбой среди юниоров стал победителем турнира, проведя 7 матчей с 3 (2+1) набранными очками.

## Стиль игры
По данным хоккейного портала Eliteprospects, Фарранс считается атакующим защитником с умелыми руки, у которого хорошее катание и скорость.

## Статистика

### Клубная статистика
| 2015/16      | США (юн.)           | USHL         | 31  | 4  | 9  | 13 | 14 | — | — | — | — | — |
| 2016/17      | США (юн.)           | USHL         | 25  | 1  | 16 | 17 | 22 | — | — | — | — | — |
| 2017/18      | Университет Бостона | HE           | 31  | 3  | 6  | 9  | 12 | — | — | — | — | — |
| 2018/19      | Университет Бостона | HE           | 37  | 4  | 16 | 20 | 19 | — | — | — | — | — |
| 2019/20      | Университет Бостона | HE           | 34  | 14 | 29 | 43 | 20 | — | — | — | — | — |
| 2020/21      | Университет Бостона | HE           | 11  | 5  | 11 | 16 | 4  | — | — | — | — | — |
| 2020/21      | Нэшвилл Предаторз   | НХЛ          | 2   | 0  | 0  | 0  | 0  | — | — | — | — | — |
| Всего в NCAA | Всего в NCAA        | Всего в NCAA | 113 | 26 | 62 | 88 | 55 | — | — | — | — | — |
| Всего в НХЛ  | Всего в НХЛ         | Всего в НХЛ  | 2   | 0  | 0  | 0  | 0  | — | — | — | — | — |

### Международная статистика
| Год                            | Сборная                        | Турнир                         | Место                          |    | И | Г | П | О  | Ш |
| ------------------------------ | ------------------------------ | ------------------------------ | ------------------------------ | -- | - | - | - | -- | - |
| 2016                           | США (юн.)                      | МКВ                            | 5-е                            | 5  | 1 | 3 | 4 | 0  |   |
| 2017                           | США (юн.)                      | ЮЧМ                            | 1                              | 7  | 2 | 1 | 3 | 0  |   |
| Всего за юниорскую сборную США | Всего за юниорскую сборную США | Всего за юниорскую сборную США | Всего за юниорскую сборную США | 12 | 3 | 4 | 7 | 16 |   |